# Giuseppe De Sanctis
Giuseppe De Sanctis (né le 21 juin 1858 à Naples et mort le 18 juin 1924 dans la même ville) est un peintre italien de la fin du XIXe et du début du XXe siècle.

## Biographie
Giuseppe De Sanctis naît à Naples le 21 juin 1858 de Cesare et de sa première épouse, Caterina. Il a pour parrain le compositeur Giuseppe Verdi.
Encouragé par son père, il se lance dans une carrière artistique. Il s'inscrit à l'Istituto di Belle Arti di Napoli où il est élève de Domenico Morelli, Filippo Palizzi et Gioacchino Toma. À la fin des années 1880, il remporte la médaille d'argent à l'Exposition de Palerme avec La preghiera della sera a Bisanzio qui fut acquise par le roi Umberto Ier d'Italie. Il travaille à l'étranger, à Londres et surtout à Paris où il est élève de Gérôme et de Bouveret et, comme tous les grands artistes italiens de l'époque, peint pour le marchand d'art Goupil. Avec l'expérience parisienne, sa peinture devient plus délicate et élégante, surtout dans les beaux portraits de femmes exécutés dans les années à cheval entre la fin du XIXe et le début du XXe siècle. Il participe aux Promotrici napoletane de 1882 à 1917. Il est professeur honoraire des Accademie di Belle Arti de Naples et d'Urbino et il enseigne la gravure et l'eau-forte auprès du Reale Istituto di Belle Arti de Naples.
Son tableau Donna fra le ortensie est exposé à la pinacothèque de Capodimonte (Musée Capodimonte de Naples).
Il meurt à Naples le 18 juin 1924.

## Œuvres

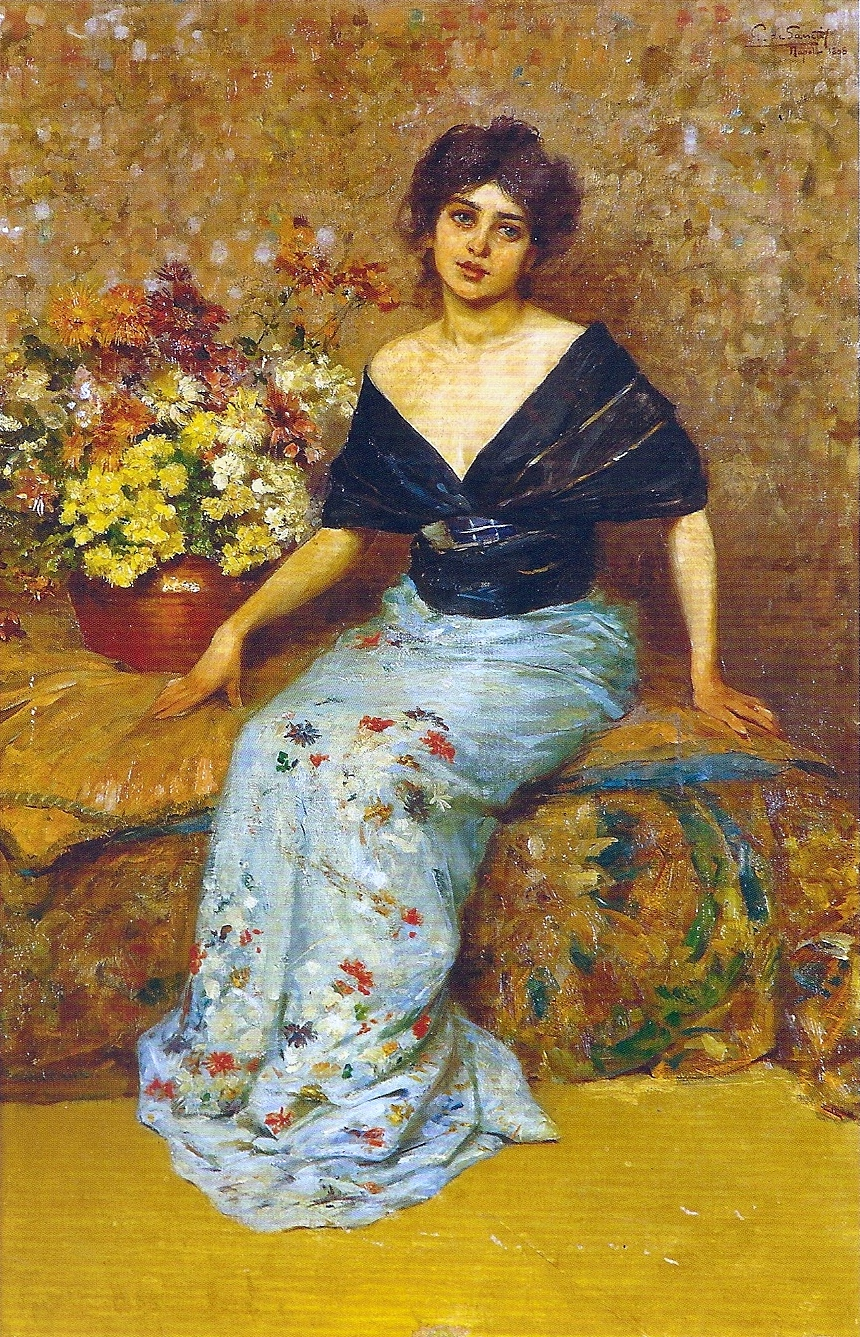
Courtisane, 1898, musée Mariano Procópio
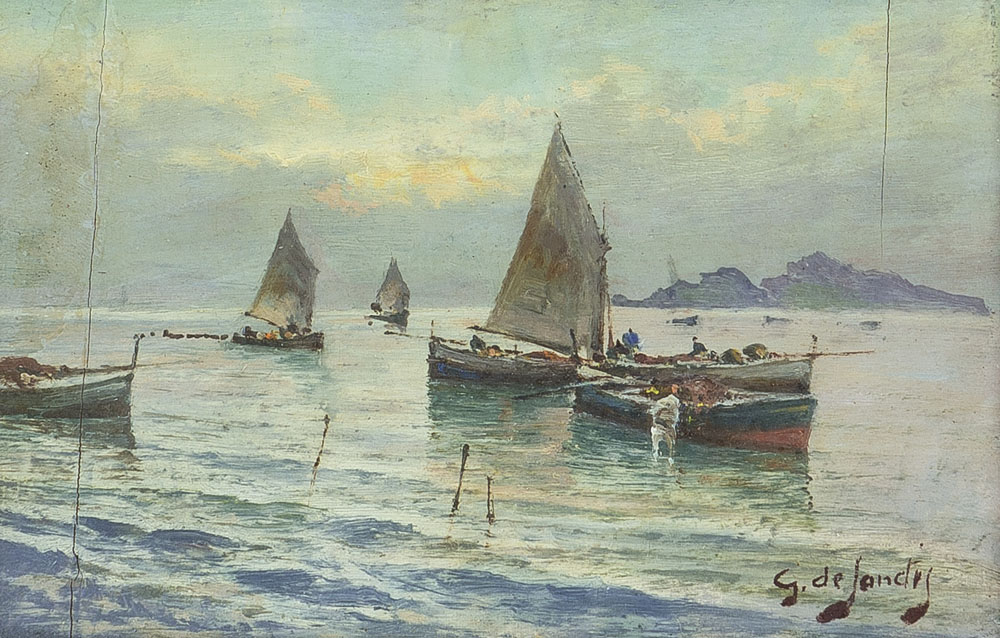
Paysage marin, vers 1900
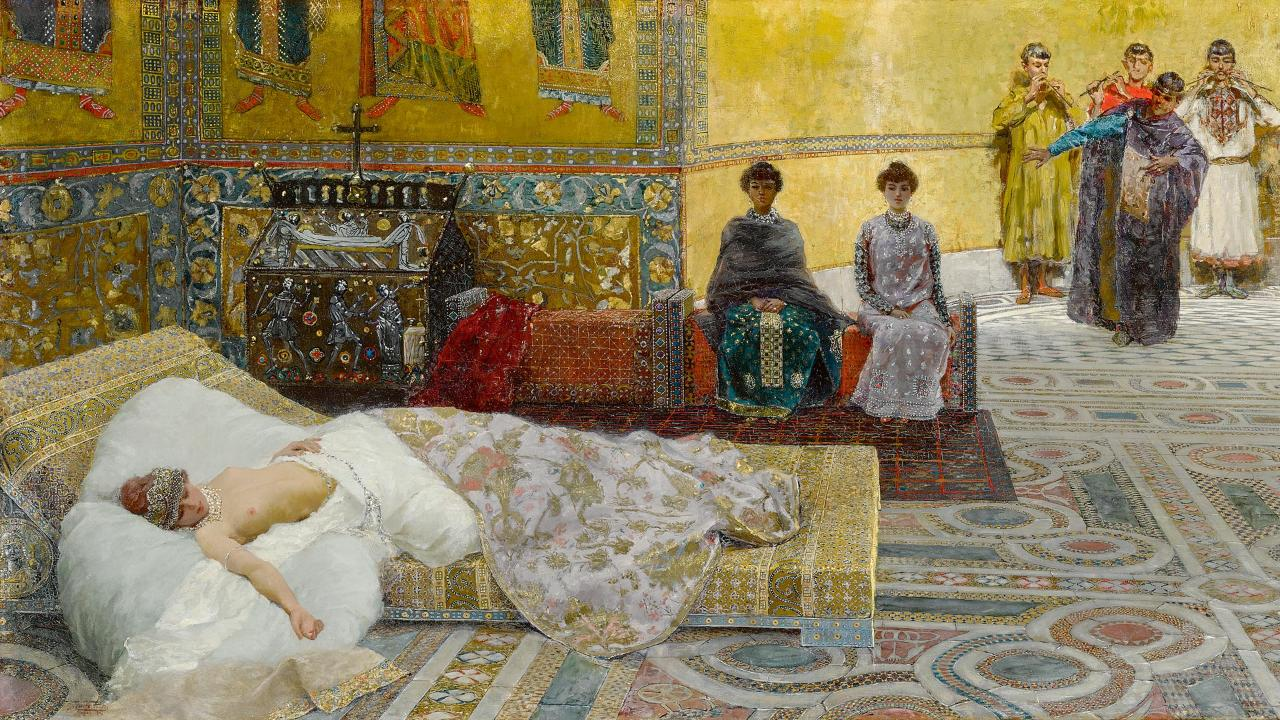
Theodora
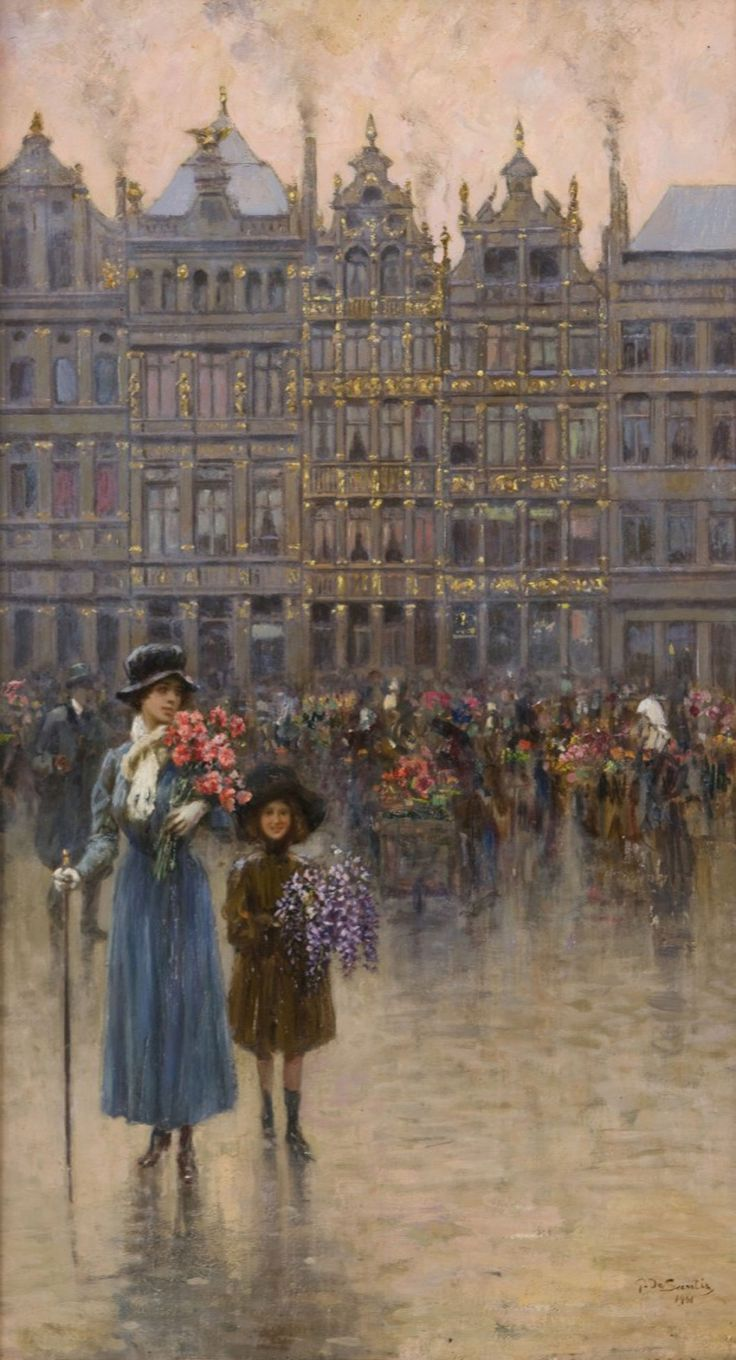
Le marché aux fleurs à Bruxelles
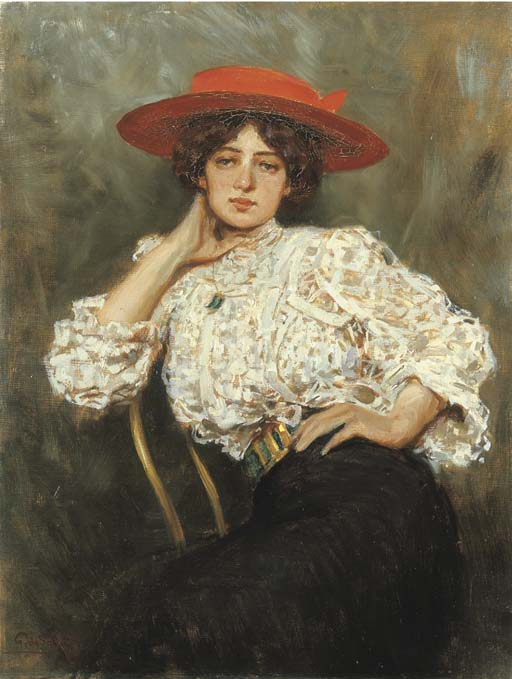
Il Cappellino rosso